# Mijakovići (Vareš, BiH)
Mijakovići su naseljeno mjesto u općini Vareš, Federacija Bosne i Hercegovine, BiH.

## Stanovništvo

### 1991.
Nacionalni sastav stanovništva 1991. godine, bio je sljedeći:
ukupno: 308
- Muslimani - 298
- Jugoslaveni - 8
- ostali, neopredijeljeni i nepoznato - 2

### 2013.
Nacionalni sastav stanovništva 2013. godine, bio je sljedeći:
ukupno: 161
- Bošnjaci - 160
- ostali, neopredijeljeni i nepoznato - 1